# Список противолодочных кораблей ВМФ СССР (1945—1991)
Символ † †1991 означает дату вывода корабля из боевого состава флота, символ †1974 означает дату гибели.

## Противолодочные крейсера

### Проект 1123
Строились в 1965—1969 годах.
1. «Ленинград»† †1991
2. «Москва»† †1996

## Большие противолодочные корабли

### Проект 57А
Строились в 1957—1961 годах. Всего построено 8 единиц.
1. «Гневный» † †1988
2. «Гремящий» † †1991
3. «Упорный» † †1991
4. «Жгучий» † †1987
5. «Гордый» † †1987
6. «Бойкий» † †1988
7. «Дерзкий» † †1990
8. «Зоркий» † †1993

### Проект 61, 61М и 61МП
Строились в 1959 — 1973 годах. Всего было построено 20 единиц. До 19 мая 1966 года классифицировались как сторожевые корабли.
1. «Комсомолец Украины» † †1991
2. «Проворный» † †1990
3. «Отважный» † 30 августа 1974
4. «Стройный» † †1990
5. «Смелый» † †1988
6. «Огневой» † †1989
7. «Одарённый» † †1990
8. «Славный» † †1991
9. «Сообразительный» † †1992
10. «Красный Кавказ» † †1998
11. «Решительный» † †1997
12. «Смышлёный» † †1993
13. «Строгий» † †1993
14. «Сметливый» в боевом составе ВМФ
15. «Красный Крым» † †1993
16. «Способный» † †1993
17. «Скорый» † †1997
18. «Сдержанный» † †2001
19. «Образцовый» † †1993
20. «Стерегущий» † †1993

### Проект 1134
Строились в 1964—1969 годах. Всего построено 4 единицы.
1. «Адмирал Зозуля» † †1994
2. «Владивосток» † †1991
3. «Вице-адмирал Дрозд» † †1990
4. «Севастополь» † †1989

### Проект 1134А
Строились в 1966—1976 годах. Всего построено 10 единиц.
1. «Кронштадт» † †1991
2. «Адмирал Нахимов» † †1991
3. «Адмирал Исаков» † †1993
4. «Адмирал Макаров» † †1992
5. «Хабаровск» † †1992
6. «Адмирал Октябрьский» † †1993
7. «Адмирал Исаченков» † †1992
8. «Маршал Тимошенко» † †1992
9. «Василий Чапаев» † †1993
10. «Адмирал Юмашев» † †1992

### Проект 1134Б
Строились в 1968—1976 годах. Всего построено 7 единиц.
1. «Николаев» † †1992
2. «Очаков»
3. «Керчь» в составе ВМФ
4. «Азов» † †1998
5. «Петропавловск» † †1995
6. «Ташкент» † †1992
7. «Таллин» † †1995

### Проект 1155
Строились в 1977—1988 годах. Всего построено 12 единиц.
1. «Удалой» † †2001
2. «Вице-адмирал Кулаков»
3. «Маршал Василевский» † †2004
4. «Адмирал Захаров» † †2002
5. «Адмирал Спиридонов» † †2003
6. «Адмирал Трибуц»
7. «Маршал Шапошников» в составе ВМФ РФ
8. «Симферополь» ныне «Североморск» в составе ВМФ РФ
9. «Адмирал Левченко» в составе ВМФ РФ
10. «Адмирал Виноградов» в составе ВМФ РФ
11. «Адмирал Харламов» в составе ВМФ РФ
12. «Адмирал Пантелеев» в составе ВМФ РФ

### Проект 1155.1
Строились в 1990—1992 годах.
1. «Адмирал Чабаненко» — в составе ВМФ.

## Малые противолодочные корабли

### Проект 1124
Всего построено 37 ед. Строились в 1966—1985 годах.
1. МПК-147† †
2. МПК-5† †
3. МПК-131† †
4. МПК-133† †
5. МПК-33† †
6. МПК-47† †
7. МПК-52† †
8. МПК-36† †
9. МПК-65† †
10. МПК-3† †
11. МПК-41† †
12. МПК-8† †
13. МПК-31† †
14. МПК-† †
15. МПК-43 — «Одесский комсомолец» † †
16. МПК-81† †
17. МПК-40† †
18. МПК-122† †
19. МПК-127† †
20. МПК-143† †
21. МПК-138† †
22. МПК-141† †
23. МПК-145† †
24. МПК-152† †
25. МПК-170† †
26. МПК-6† †
27. МПК-161† †
28. МПК-4† †
29. МПК-2† †
30. МПК-101 — «Запорожский комсомолец» † †
31. МПК-155† †
32. МПК-44 — «Комсомолец Латвии» † †
33. МПК-37† †
34. МПК-108† †
35. МПК-49† †
36. МПК-178† †
37. МПК-191† †

### Проект 1124М и 1124МУ
Всего построено 31 единица. Строились в 1980—1994 годах.
1. МПК-64† †
2. МПК-118† †
3. МПК-139† †
4. МПК-200† †
5. МПК-113† †
6. МПК-194† †
7. МПК-196† †
8. МПК-207† †
9. МПК-197† †
10. МПК-222† †
11. МПК-217† †
12. МПК-28† †
13. МПК-203† †
14. МПК-130† †
15. МПК-214† †
16. МПК-107† †
17. МПК-56† †
18. МПК-64† †
19. МПК-82† †
20. МПК-7† †
21. МПК-10† †
22. МПК-17† †
23. МПК-14
24. МПК-59
25. МПК-20
26. МПК-142
27. МПК-190
28. МПК-198
29. МПК-202
30. МПК-69
31. МПК-89

### Проект 1124К
Построена 1 единица в 1979—1980 годах.
1. МПК-104

### Проект 1331М
Строились в 1985—1990 годах. Всего было построено 12 единиц.
1. МПК-192† †
2. МПК-205† †
3. МПК-67† †
4. МПК-99† †
5. МПК-105† †
6. МПК-213† †
7. МПК-216† †
8. МПК-219† †
9. МПК-224† †
10. МПК-227† †
11. МПК-228† †
12. МПК-229† †

### Проект 1145.1
Построено 2 единицы. Строились в 1982—1990 годах.
1. МПК-215† †
2. МПК-220† †

### Проект 1241.2
Всего было построено 36 единиц. Строились в 1980—1988 годах.
1. МПК-3† †
2. МПК-211† †
3. МПК-218 † †
4. МПК-206† †
5. МПК-208† †
6. МПК-140† †
7. МПК-144† †
8. МПК-60† †
9. МПК-76† †
10. МПК-93† †
11. МПК-146† †
12. МПК-116† †
13. МПК-214† †
14. МПК-291† †
15. МПК-292† †
16. МПК-293† †

и др.